# Impresjonizm

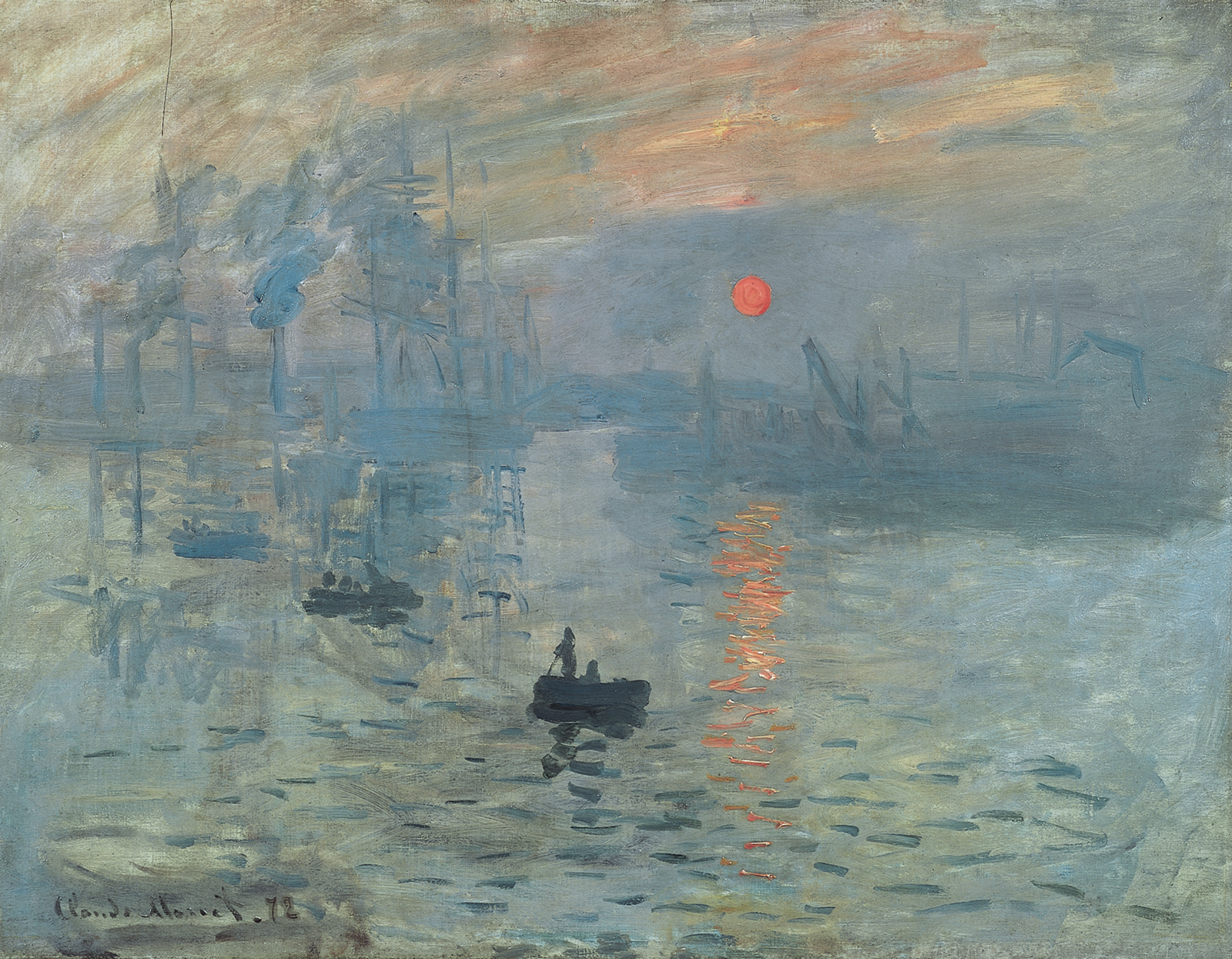
Claude Monet, Impresja, wschód słońca (Impression, soleil levant), 1872, olej na płótnie, Musée Marmottan Monet, Paryż

Impresjonizm (fr. impressionisme, łac. impressio „odbicie, wrażenie”) – kierunek w kulturze europejskiej, później także w amerykańskiej, zapoczątkowany przez paryskich malarzy i trwający kilka dekad na przełomie XIX i XX wieku.
Nazwa „impresjonizm” pochodzi od obrazu Moneta Impresja, wschód słońca, eksponowanego na wystawie paryskiej w 1874. Wprowadził ją w sensie satyrycznym krytyk Louis Leroy. Mimo to rozpowszechniła się szybko i zaczęła oznaczać nowy kierunek artystyczny, odnoszący się nie tylko do sztuk plastycznych, ale również do muzyki i literatury.
Celem impresjonistów było uwolnienie się od dziedzictwa epoki romantyzmu, sztywnych zasad akademizmu i patosu. Nie interesowała ich tematyka społeczna, problemy metafizyczne, czy historyczny heroizm. Starali się uchwycić nieustannie zmieniającą się rzeczywistość i utrwalić subiektywne, ulotne wrażenia, jakie na nich wywarła .
Potrzebowali swobody twórczej, zgodnie z możliwościami danej dziedziny sztuki i specyficznymi dla niej środkami wyrazu. Forma zyskała dominujące znaczenie. O walorach artystycznych rozstrzygało w poezji, malarstwie i muzyce wysublimowane, zmysłowe działanie słowa, barwy i brzmienia, odwołujące się do osób wrażliwych na subtelne ich niuanse .

## Impresjonizm w sztuce
W sztukach wizualnych impresjonizm został zapoczątkowany przez grupę paryskich artystów studiujących w Atelier Gleyère oraz w Académie Suisse w drugiej połowie XIX wieku. Oficjalnie za początek impresjonizmu uznaje się pierwszą zbiorową wystawę zorganizowaną w atelier fotograficznym Nadara w 1874 roku.
Charakterystyczne dla tego kierunku jest dążenie twórców do uchwycenia nastroju chwili wyrażanego czystymi – zwykle jasnymi – barwami, kontrastowym światłocieniem, nietypowym kątem widzenia, zaburzoną równowagą kompozycyjną. Impresjoniści zrezygnowali z tematów biblijnych, literackich, mitologicznych i historycznych; wyszli w plener i malowali pejzaże oraz radosne sceny rodzajowe.
Do głównych przedstawicieli impresjonizmu zaliczali się Claude Monet, Camille Pissarro, Auguste Renoir, Edgar Degas, Alfred Sisley, Max Liebermann, Józef Pankiewicz, Władysław Podkowiński i inni.

## Impresjonizm w muzyce
Za początek impresjonizmu w muzyce uważa się rok 1894, będący datą powstania preludium Popołudnie Fauna (Prélude à l’après-midi d’un faune) (1894) Claude’a Debussy’ego, który był głównym reprezentantem tego kierunku. Po śmierci Debussy’ego w 1918 impresjonizm muzyczny zaczął tracić na znaczeniu i ewoluować w neo-, a potem w postimpresjonizm .
Obok Debussy’ego do impresjonistów zalicza się m.in. Maurice'a Ravela, Alberta Roussela, Ottorina Respighiego, Manuela de Fallę, Karola Szymanowskiego .
Charakterystyczną cechą impresjonizmu muzycznego jest programowość inspirowana np. folklorem, starożytnością, egzotyką, zjawiskami przyrody itp., a także nowy stosunek do formy muzycznej oraz zmiana sposobu orkiestracji preferującej pojedyncze instrumenty.

## Impresjonizm w literaturze
W literaturze pierwsze inspiracje zaczerpnięte od malarzy impresjonistów pojawiły się w drugiej połowie XIX wieku we Francji. Po raz pierwszy w odniesieniu do literatury termin ten zastosował Ferdinand Brunetière w artykule Impresjonizm w powieści.
Literackie utwory impresjonistyczne kładły nacisk przede wszystkim na opisywanie wrażeń i doznań poznającego podmiotu, rezygnując z realistycznego przedstawiania rzeczywistości. Tendencje impresjonistyczne występowały zarówno w prozie, poezji, jak i dramacie. Kierunek ten nigdy się w pełni nie wyodrębnił, nie miał też charakteru programowego.
Do pisarzy posługujących się środkami impresjonistycznymi należeli m.in. Alphonse Daudet, Stéphane Mallarmé, Paul Verlaine, Stefan Żeromski i Władysław Reymont.

## Impresjonizm w filmie
Pierwszym filmem uznawanym za znaczące dzieło impresjonizmu filmowego jest Dziesiąta symfonia (1918), którą wyreżyserował Abel Gance, reprezentant francuskiego impresjonizmu filmowego. Nakręcił on także antywojenny film Oskarżam (1919). Dołączyli do niego Marcel L’Herbier, reżyser: Rose-France (1919), Le Carnaval des vérités (1920), Człowieka otwartych przestrzeni (1920) oraz El Dorado (1921), a także Louis Delluc, który nakręcił film Kobieta znikąd (1922). W pierwszej fazie rozwoju tego nurtu (do 1922 roku) impresjoniści francuscy dbali o ukazanie odpowiedniego nastroju (np. wywołanie niepokoju), stosując m.in. spowolnienie akcji, natomiast w drugiej fazie, trwającej w latach 1922–1926, rozwinęli już własną tożsamość, podkreślając własną odrębność w opozycji do realizmu. Gance nakręcił wtedy Koło udręki (1922), Jean Epstein Czerwoną oberżę (1923), a Germaine Dulac Uśmiechniętą panią Beudet (1923).